# Вучедольская культура
Вучедольская культура — балканская энеолитическая культура 3000—2600 годов до н. э. Сложилась под сильным влиянием костолацкой культуры.
Главные археологические находки были обнаружены в Хорватии недалеко от города Вуковар, в том числе т. н. «вучедольская голубка» (хорв. vučedolska golubica) — керамический сосуд, украшенный различными орнаментами и выполнявший функцию кадильницы. Сосуд был найден в 1938 году. Предположительно он был создан между 2800 и 2400 годами до нашей эры. В настоящее время «вучедольская голубка» находится в Археологическом музее в Загребе.
Основу хозяйства вучедольцев составляло животноводство. Считается, что они практиковали человеческие жертвоприношения. Хорватские учёные предполагают, что носители вучедольской культуры обладали древнейшим индоевропейским календарём и имели начальные астрономические знания. На керамическом сосуде из-под города Винковцы обнаружены (предположительно) изображения созвездий Ориона, Кассиопеи, Лебедя, Близнецов, Пегаса, Солнца, скопления Плеяды.
Сформировались на базе баденской культуры (через посредство промежуточной культуры Костолац). Вучедольской культуре наследует винковацкая культура, через посредство которой вучедольцы связаны с формированием иллирийских племён.
Согласно мнению Марии Гимбутас, носителями этой культуры были мигрировавшие и осевшие в Европе индоевропейцы. Александр Монгайт объединял вучедольскую культуру с мондзейской культурой. Также у вучедольцев наблюдается общность в материальной культуре с соседней культурой Ремеделло в Италии и, возможно, с культурой Полада. Гибридом вучедольской культуры и культуры колоколовидных кубков была люблянская культура.

## Палеогенетика
Исследованные геномы носителей культуры представляют собой смесь двух предковых компонентов — ранних европейских земледельцев и западных степных скотоводов при незначительной примеси западноевропейских охотников-собирателей.
У представителей вучедольской культуры были определены митохондриальные гаплогруппы T2c2, T2e, U4a и Y-хромосомные гаплогруппы R1b1a1a2a2-CTS1078/Z2103 и G2a2a1a2a.